# Mali Kablići
Mali Kablići (en cyrillique : Мали Каблићи) est un village de Bosnie-Herzégovine. Il est situé dans la municipalité de Livno, dans le canton 10 et dans la fédération de Bosnie-et-Herzégovine. Selon les premiers résultats du recensement bosnien de 2013, il compte 184 habitants.

## Géographie
Le village est situé au bord de la rivière Bistrica.

## Démographie

### Évolution historique de la population
| 1948 | 1953 | 1961 | 1971 | 1981 | 1991 | 2013 |
| ---- | ---- | ---- | ---- | ---- | ---- | ---- |
| -    | -    | 201  | 197  | 185  | 179  | 184  |

|  |